# S・ローレンス・ジプルスキー
スティーヴン・ローレンス・ジプルスキー（Stephen Lawrence "Larry" Zipursky、1955年1月9日 - ）は、アメリカ合衆国の神経科学者。カリフォルニア大学ロサンゼルス校教授。専門は神経系の形成を制御する分子メカニズムの研究。
1977年オーバリン大学卒業。1981年にアルベルト・アインシュタイン医学校から分子生物学のPh.D.を取得。1981年から、カリフォルニア工科大学のシーモア・ベンザー研究室で博士研究員として研究に従事し、1985年にはカリフォルニア大学ロサンゼルス校の教授に就任した。1991年から2024年までハワード・ヒューズ医学研究所にも在籍した。

## 受賞歴
- 2010年 - アルデン・スペンサー賞
- 2015年 - ルイザ・グロス・ホロウィッツ賞

## 参照
- Zipursky. UCLA
- S. Lawrence Zipursky HHMI